# Leptodiaptomus spinicornis
Leptodiaptomus spinicornis är en kräftdjursart som först beskrevs av S.F. Light 1938.  Leptodiaptomus spinicornis ingår i släktet Leptodiaptomus och familjen Diaptomidae. Inga underarter finns listade i Catalogue of Life.